# Surbo
Surbo è un comune italiano di 14 523 abitanti della provincia di Lecce in Puglia.
Situato nel Salento centrale, è un'enclave nel territorio della città capoluogo, dal cui centro dista 5 km in direzione nord. Comprende anche il quartiere di Giorgilorio, da cui dista 1,8 km. Fa parte del Gruppo di azione locale Valle della Cupa e del Parco del Negroamaro.

## Geografia fisica

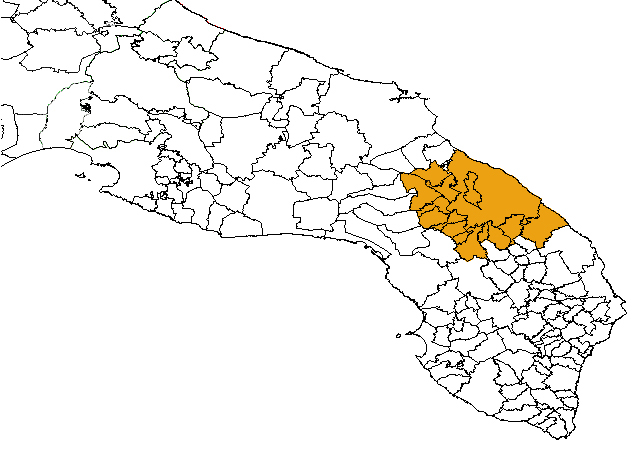
Valle della Cupa

### Territorio
Il territorio comunale, che occupa una superficie di 20,34 km² nella parte nord-orientale della provincia di Lecce, presenta una morfologia pianeggiante ed è compreso tra i 15 e i 52 metri sul livello del mare. È parte della Valle della Cupa, ossia di quella porzione di pianura salentina intorno al capoluogo caratterizzata da una grande depressione carsica. Nella vasta pianura attorno al paese si estendono grandi uliveti.
Il territorio comunale di Surbo è interamente circondato da quello del comune di Lecce, del quale è pertanto un'enclave.
- Classificazione sismica: zona 4 (sismicità molto bassa), Ordinanza PCM n. 3274 del 20/03/2003

### Clima
Dal punto di vista meteorologico Surbo rientra nel territorio del Salento orientale che presenta un clima mediterraneo, con inverni miti ed estati caldo umide. In base alle medie di riferimento, la temperatura media del mese più freddo, gennaio, si attesta attorno ai +10 °C, mentre quella del mese più caldo, agosto, si aggira sui +28 °C. Le precipitazioni, frequenti in autunno ed in inverno, si attestano attorno ai 626 mm di pioggia/anno. La primavera e l'estate sono caratterizzate da lunghi periodi di siccità.
Facendo riferimento alla ventosità, i comuni del Salento orientale sono influenzati fortemente dal vento attraverso correnti fredde di origine balcanica (c.d. vento di Tramontana), oppure calde di origine africana (c.d. vento di Scirocco).
| Surbo                      | Mesi | Mesi | Mesi | Mesi | Mesi | Mesi | Mesi | Mesi | Mesi | Mesi | Mesi | Mesi | Stagioni | Stagioni | Stagioni | Stagioni | Anno |
| Surbo                      | Gen  | Feb  | Mar  | Apr  | Mag  | Giu  | Lug  | Ago  | Set  | Ott  | Nov  | Dic  | Inv      | Pri      | Est      | Aut      | Anno |
| -------------------------- | ---- | ---- | ---- | ---- | ---- | ---- | ---- | ---- | ---- | ---- | ---- | ---- | -------- | -------- | -------- | -------- | ---- |
| T. max. media (°C)         | 14,5 | 16,2 | 22,1 | 24,9 | 31,7 | 35,2 | 36,7 | 37,0 | 34,1 | 30,0 | 22,1 | 15,1 | 15,3     | 26,2     | 36,3     | 28,7     | 26,6 |
| T. min. media (°C)         | 5,9  | 6,2  | 10,2 | 12,2 | 18,1 | 19,9 | 22,3 | 24,0 | 20,0 | 17,8 | 9,9  | 8,0  | 6,7      | 13,5     | 22,1     | 15,9     | 14,5 |
| Precipitazioni (mm)        | 71   | 60   | 65   | 40   | 33   | 20   | 16   | 22   | 49   | 80   | 97   | 74   | 205      | 138      | 58       | 226      | 627  |
| Umidità relativa media (%) | 78,7 | 78,2 | 77,8 | 77,3 | 76,2 | 72,9 | 70,9 | 72,4 | 76,5 | 79,2 | 80,5 | 80,3 | 79,1     | 77,1     | 72,1     | 78,7     | 76,7 |

- Classificazione climatica di Surbo:[8]
  - Zona climatica: C
  - Gradi giorno: 1 062

## Origini del nome
Secondo lo studioso Giovanni Alessio il toponimo Surbo deriverebbe dal greco bizantino Soùrbon, ad indicare la sorba, il frutto del sorbo che dovette essere pianta selvatica comune e diffusa nel territorio del paese: ad avvalorare questa tesi le origini greche dei monaci di Cerrate e di San Giorgio. Il nome di derivazione bizantina si lega quindi alle origini del casale, nato come propaggine dello stesso nucleo basiliano di San Giorgio.
L'opinione diffusa che il nome derivi dal latino suburbium, cioè sub-urbe (sobborgo, periferia), ovvero sobborgo della città di Lecce, non trova fondamento. La vicinanza alla città di Lecce ha in effetti conferito naturalezza e fascino a tale etimologia; tuttavia, in epoca normanna, Surbo non era l’unico suburbium di Lecce: più vicino era il casale di Pettorano, nell'immediata periferia a nord-est della città. Per questa ragione alcuni storici tendono ad avvalorare la tesi dell'origine bizantina.

## Storia
Di origine medioevale, il feudo di Surbo è documentato per la prima volta in un diploma del normanno Tancredi d'Altavilla datato 1180, in cui il re cede terre e casali al monastero dei Santi Niccolò e Cataldo di Lecce. Tuttavia il territorio circostante fu abitato sin dall'antichità; i ritrovamenti di alcuni oggetti in bronzo (ora conservati presso il Museo nazionale archeologico di Taranto), risalenti alla prima metà del XII secolo a.C., testimonierebbero i contatti tra gli Iapigi e il mondo egeo. Nel 1190 il casale di Surbo, facente parte della contea di Lecce, viene ceduto da Tancredi alla zia Emma, badessa benedettina del convento di San Giovanni Evangelista in Lecce. Successivamente il potere laico della città di Lecce si rafforzò sempre di più e Surbo divenne feudo dei Sindaci di Lecce fino al XVI secolo. Costituì a tutti gli effetti un "casale de corpore" della città, dalla quale dipendeva amministrativamente ed economicamente.
Dal 1528 si succedono vari feudatari: i Pirro delli Falconi, i Capece. Nel 1643 il feudo di Surbo passa al nobile napoletano Livio Pepe, che lo acquista direttamente dalla Regia Camera. Da questi, intorno alla metà del XVIII secolo, passa ai Severino conti di Pisignano e quindi nel 1757 viene acquistato da Giuseppe Romano di Brindisi. Nel 1805 subentra la famiglia Patrizi di Brindisi che governò solo per un anno; nel 1806 Giuseppe Bonaparte promulgò le leggi eversive della feudalità con le quali abolì il feudalesimo nel Regno di Napoli.

### Simboli
Stemma
Lo stemma è stato riconosciuto con D.P.C.M. dell'11 agosto 1952.
Lo stemma comunale ha elementi simili a quello della Città di Lecce.
Gonfalone
Il gonfalone è stato concesso con D.P.R. del 6 ottobre 1953.

## Monumenti e luoghi d'interesse

### Architetture religiose

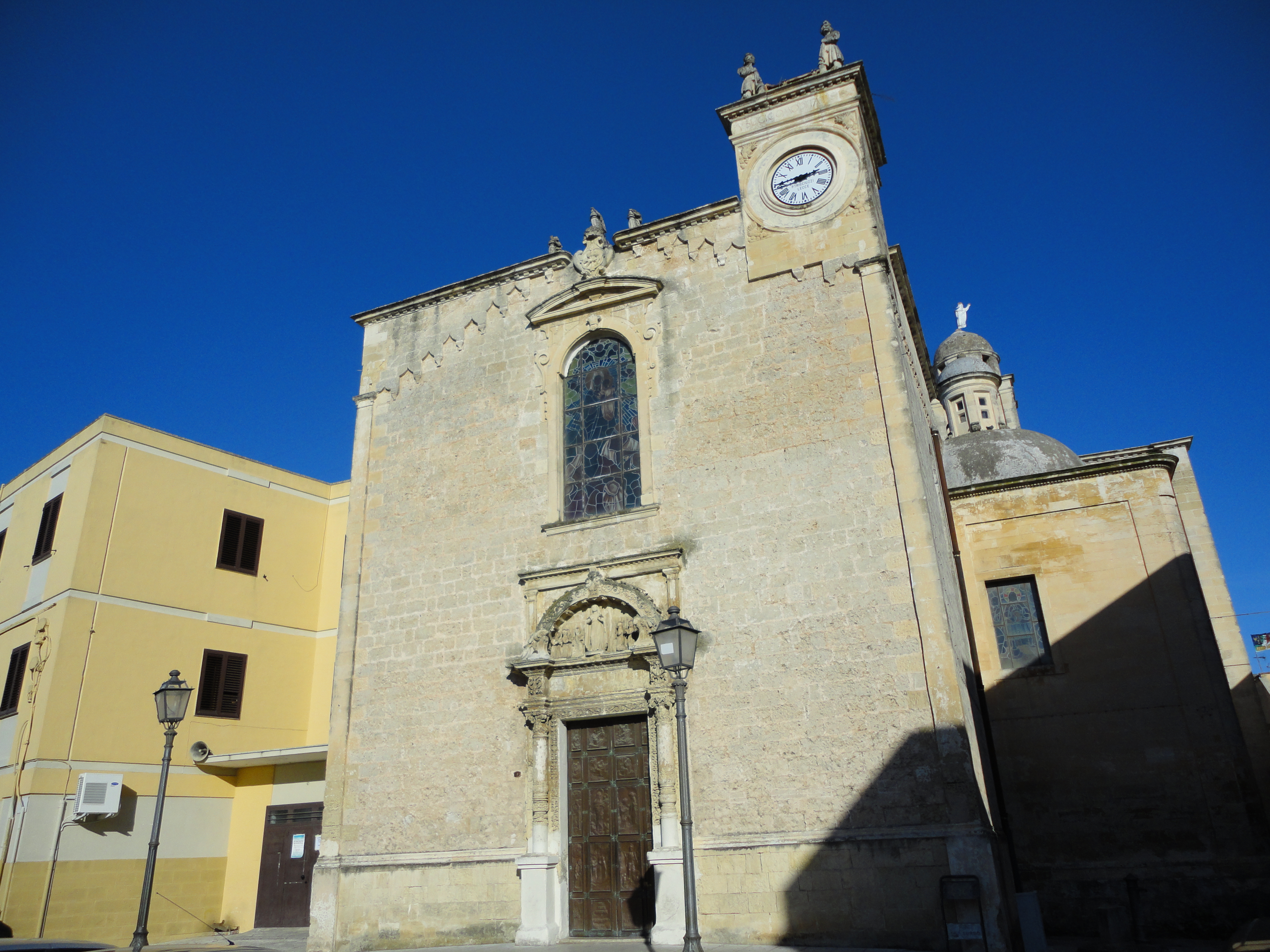
Chiesa Santa Maria del Popolo

#### Chiesa di Santa Maria del Popolo
Il primo impianto della Chiesa di Santa Maria del Popolo (Surbo) venne edificato tra XIII e XIV secolo, ma fu oggetto, nel corso dei secoli, di numerose trasformazioni volte ad allargarne la struttura. La facciata conserva gli archetti in stile romanico della fase più antica, interrotti in un angolo dalla torretta dell'orologio costruita nel 1586. Il portale cinquecentesco, delimitato da due colonne, presenta una mezzaluna con la raffigurazione della Madonna affiancata da figure oranti. Nel 1802, per iniziativa del sindaco Tommaso Mazzarella, l'originario rosone venne sostituito da un finestrone così come recita l'iscrizione posta sulla cornice dello stesso. Sul portale secondario di ingresso c'è una lunetta con il Cristo risorto che esce dal sepolcro.
L'interno, a croce latina e a navata unica, è impreziosito da tredici altari, adorni con tele del Seicento e del Settecento e da un fonte battesimale seicentesco. Di particolare interesse è il cosiddetto Cappellone di Sant'Oronzo o Altare del Santissimo, opera seicentesca in stile barocco di Ambrogio Martinelli di Copertino e antico sepolcro della famiglia Pepe, Baroni di Surbo. L'altare, sormontato da una cupola, presenta un altorilievo in cartapesta raffigurante la Gloria di Sant'Oronzo, realizzato nel 1902 da Umberto Negro. Intorno, tra colonne tortili e putti, si dispongono raffigurazioni di sante con i simboli del loro martirio mentre sulla sommità dominano le statue della Beata Vergine, di San Francesco Saverio e di Sant'Antonio da Padova. A sinistra dell'altare è possibile ammirare ciò che resta della Cappella del Presepe con un affresco del Cinquecento raffigurante la Natività di Cristo.

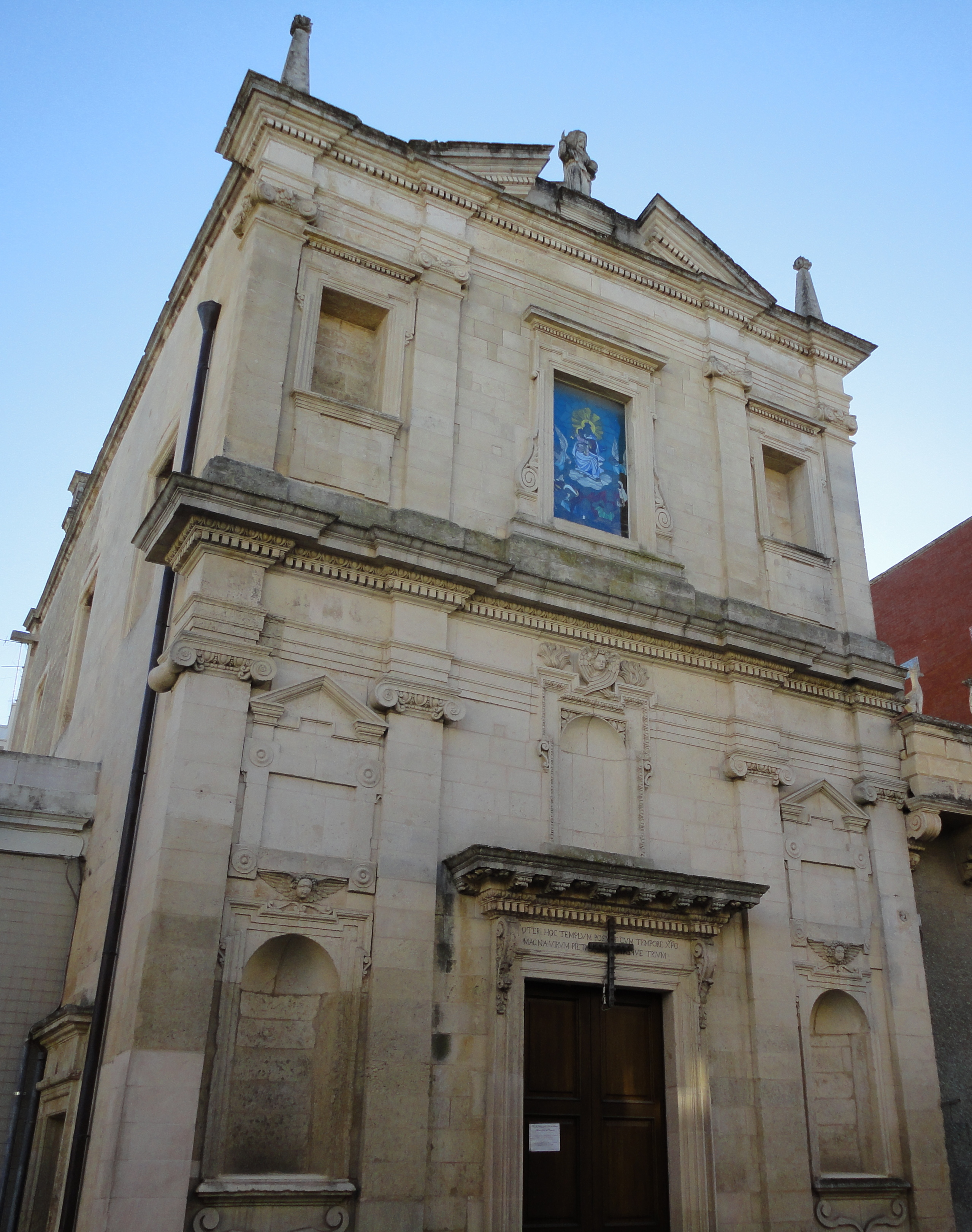
Chiesa di San Vito

#### Chiesa di San Vito
La chiesa di San Vito, in origine conosciuta con il titolo di San Salvatore, fu eretta nella prima metà del XVII secolo. La facciata è suddivisa in due ordini da una cornice a dentelli e termina con un timpano triangolare spezzato che accoglie la statua del Cristo benedicente. Gli ordini, spartiti in tre zone da lesene ioniche, sono movimentati da nicchie vuote. Il portale d'ingresso, posto in asse con il finestrone rettangolare dell'ordine superiore, reca un'iscrizione latina che ricorda la devozione verso il Salvatore che spinse la popolazione ad edificare la chiesa.
L'interno è ad aula unica e si caratterizza per l'elaborato altare maggiore dedicato alla Trasfigurazione di Gesù. L'altare presenta un dipinto ovale con la raffigurazione del volto di Cristo, circondato da raggi solari, e della sua trasfigurazione, alla quale assistono gli apostoli Pietro, Giacomo e Giovanni. Sul dipinto campeggia una scritta in latino dalla quale si evince la data di consacrazione della chiesa, il 1645, e la dedicazione. Tra le colonne dell'altare sono inserite le statue di Sant'Antonio da Padova e di San Domenico di Guzmán. Sulla parete destra è presente l'altare minore di San Vito.

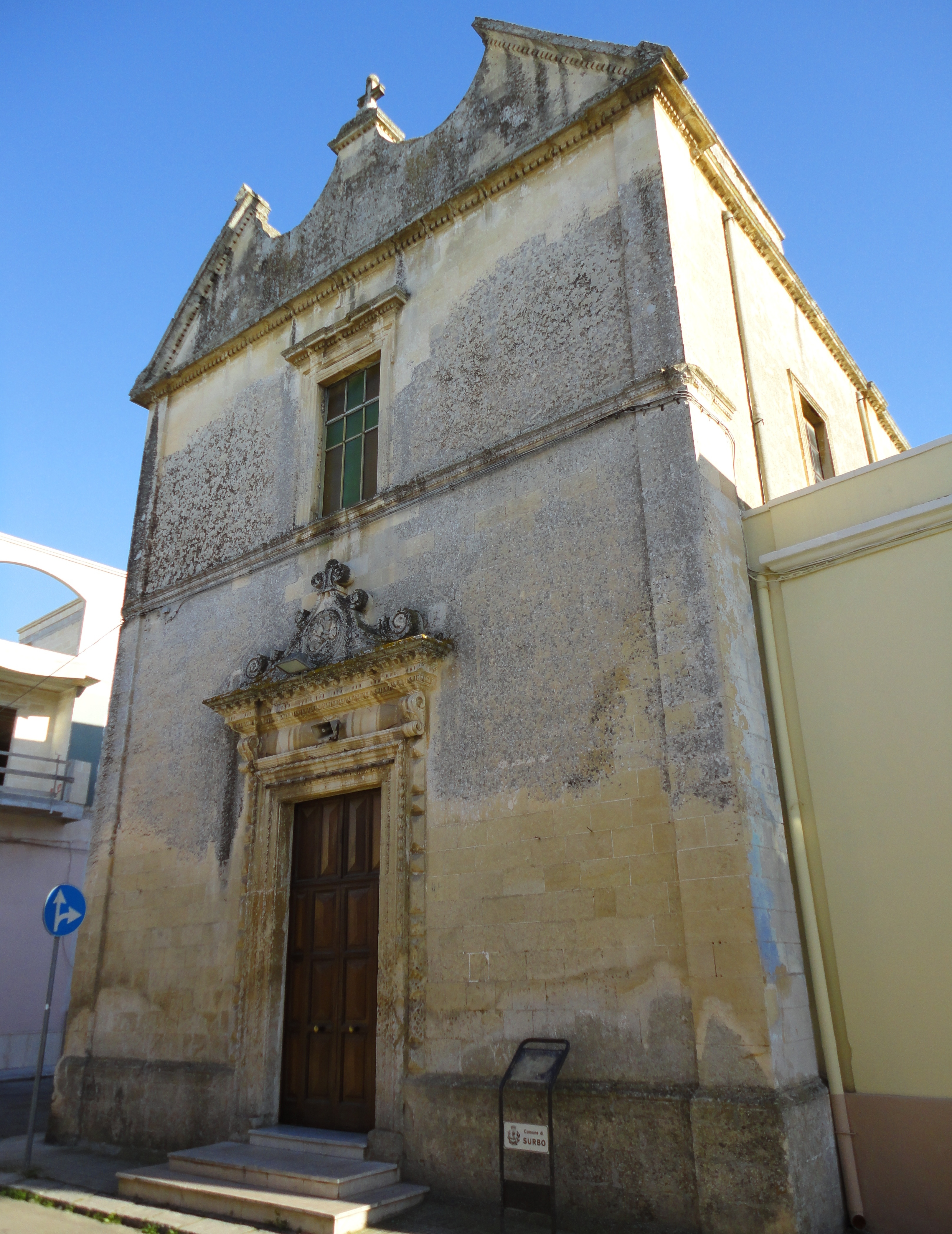
Chiesa di San Giuseppe

Dal 1891, nella chiesa ha sede la Confraternita delle Anime Sante del Purgatorio e Maria SS.ma del Monte Carmelo. Al 1892 risale la statua della Madonna del Carmine realizzata dal leccese Giuseppe Manzo (1849-1942).

#### Chiesa di San Giuseppe
La chiesa di San Giuseppe, originariamente sotto il titolo della Natività della Beata Vergine, risale al XVII secolo e compare per la prima volta nella visita pastorale di Monsignor Luigi Pappacoda nel 1653. La facciata è inquadrata da due alte paraste e termina con un timpano triangolare spezzato. Gli unici elementi decorativi sono il portale d'ingresso e il finestrone rettangolare, entrambi architravati. L'interno si sviluppa ad aula unica, divisa in due campate con copertura voltata a spigolo. L'altare maggiore, dedicato alla Natività di Maria, fu realizzato nel 1661 da Ambrogio Martinelli. Al centro dell'altare, fra colonne tortili arricchite da elementi vegetali e zoomorfi dorati, è presente la tela raffigurante la Natività della Vergine con Sant'Anna. Sovrastano l'altare le statue di San Giuseppe (al centro), di Sant'Ignazio di Loyola e di San Bernardino da Siena (ai lati). Sulle pareti laterali della navata sono collocati gli altari dei Santi Cosma e Damiano e di San Giuseppe, di fattura successiva.

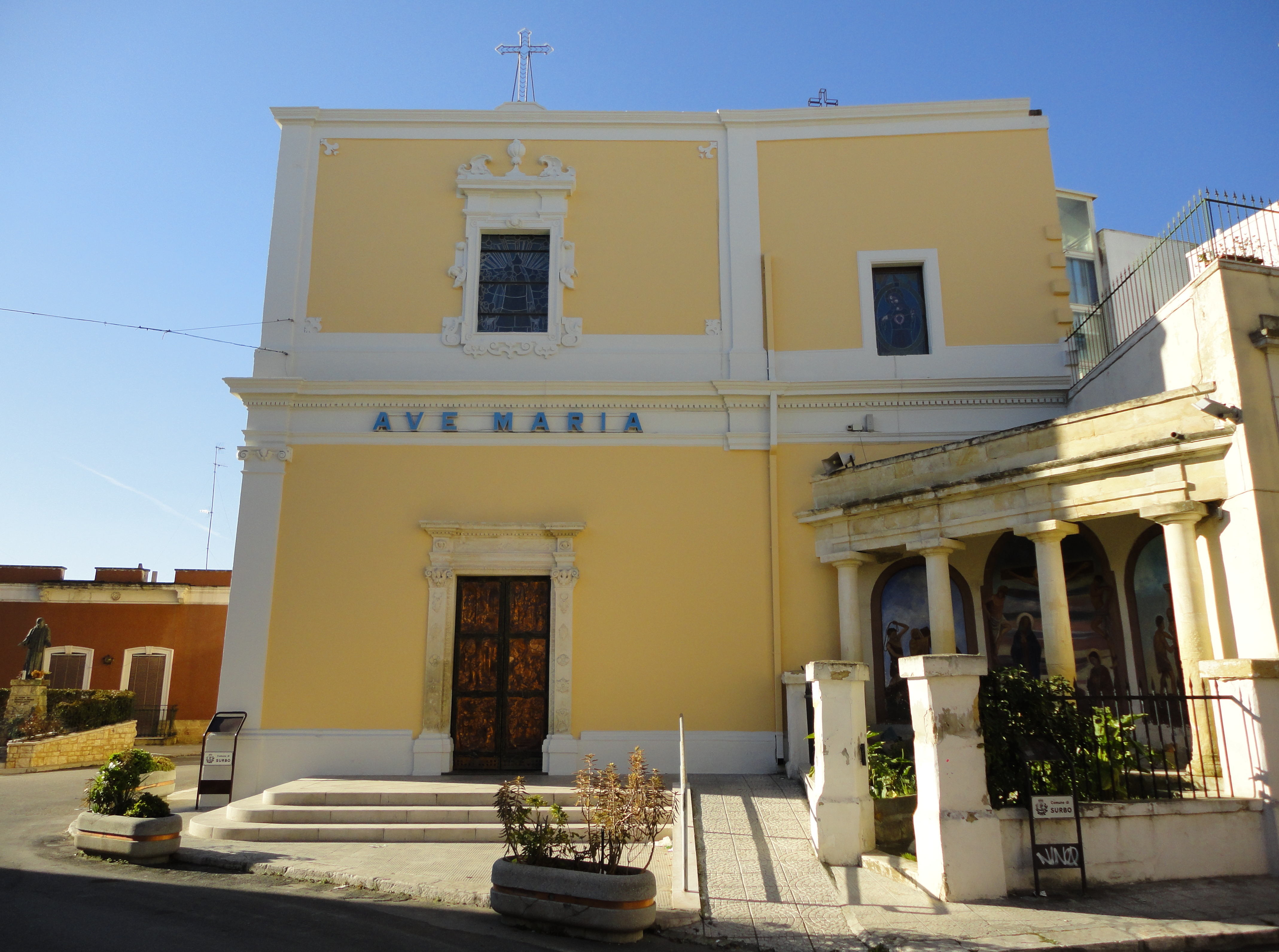
Chiesa Maria SS. di Loreto

#### Chiesa di Maria SS. di Loreto
La chiesa di Maria SS. di Loreto è databile ai primi anni del Seicento; una visita pastorale del vescovo Scipione Spina nel 1610 la menziona con il titolo di Santo Stefano. Nel corso dei secoli ha subito numerose modifiche, l'ultima delle quali negli anni cinquanta ne ha fortemente alterato l'originaria fisionomia. Presenta una sobria facciata, divisa in due ordini da una cornice dentellata. Il portale d'ingresso è fiancheggiato da due lesene corinzie che sorreggono l'architrave, mentre la finestra è decorata con volute e testine angeliche. L'interno è a due navate, divise da pilastri che sorreggono la volta a botte lunettata della navata maggiore. Un arco trionfale separa la navata dal presbiterio, che accoglie l'altare con la statua della Madonna di Loreto. Sulla parete destra è addossato l'altare del Cuore di Gesù, proveniente dalla chiesa di Chiesa di Santa Maria del Popolo (Surbo) e qui rimontato negli anni cinquanta del Novecento. Nella navata laterale vi sono gli altari di San Giuseppe da Copertino, di Santo Stefano e della Madonna Immacolata. Inoltre è conservato un seicentesco dipinto ad olio raffigurante un'icona della Madonna, vestita con manto blu e abito rosso decorato con fiori e ornamenti in oro, che tiene in braccio Gesù Bambino.

#### Chiesa di San Pantaleone
La chiesa di San Pantaleone fu edificata nel 1887. Dal febbraio del 1897 è sede dell'omonima Confraternita. Presenta una semplice facciata, con portale affiancato da due nicchie contenenti le statue di San Pantaleone e dell'Immacolata. L'interno, ad aula unica, fu rimodernato in seguito al Concilio Vaticano II; venne eliminato l'altare maggiore in pietra leccese e sostituito con un crocifisso disposto su una lastra marmorea.

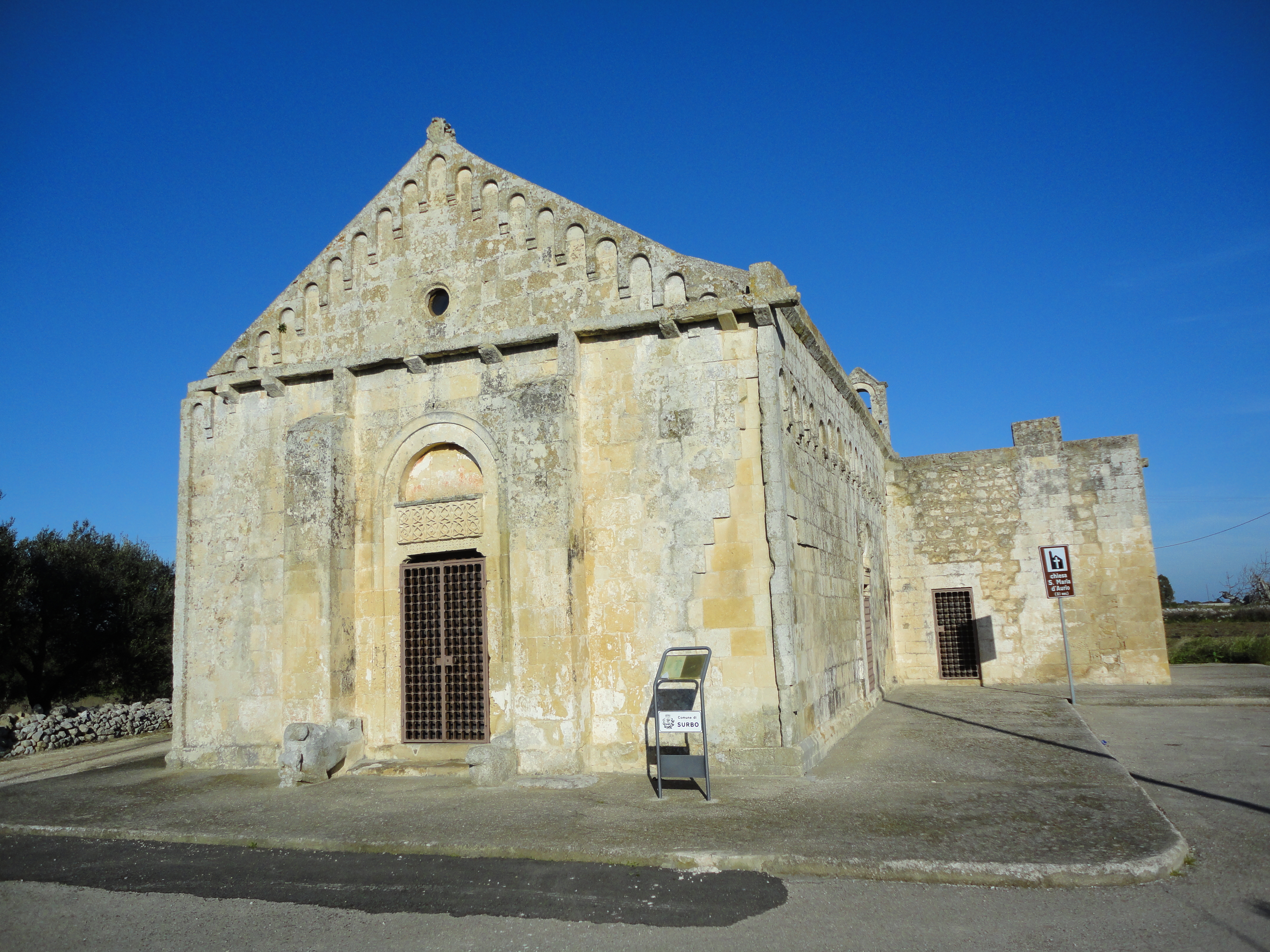
Chiesa Santa Maria d'Aurio

#### Chiesa di Santa Maria d'Aurio
La chiesa di Santa Maria d'Aurio è la testimonianza architettonica più antica del casale medievale di Aurìo, scomparso tra il XV e il XVI secolo. La chiesa, che ricade in territorio di Lecce, rappresenta il nucleo storico della nascita del casale che darà poi origine al paese di Surbo. Risale al XII secolo ed è in stile romanico. Presenta una facciata a capanna, decorata con un motivo ad archetti pensili che si ripetono anche lateralmente. Il portale è sormontato da una lunetta ed è fiancheggiato da due leoni stilofori, probabile basamento di un piccolo protiro. L'interno è ripartito in tre navate da otto colonne, di cui solo quattro portanti, con capitelli a motivo vegetale, su cui si impostano archi acuti. Rimangono deboli tracce di affreschi, in particolare i resti di una Madonna col Bambino databile agli inizi del XV secolo.

### Architetture civili

#### Palazzo Baronale
Il palazzo baronale è adiacente alla chiesa di San Vito. Dell'originario edificio rimane solo un balcone sorretto da mensole con figure apotropaiche e lo stemma dei Pepe - Severino che sovrasta il portale d'ingresso.

### Architetture militari

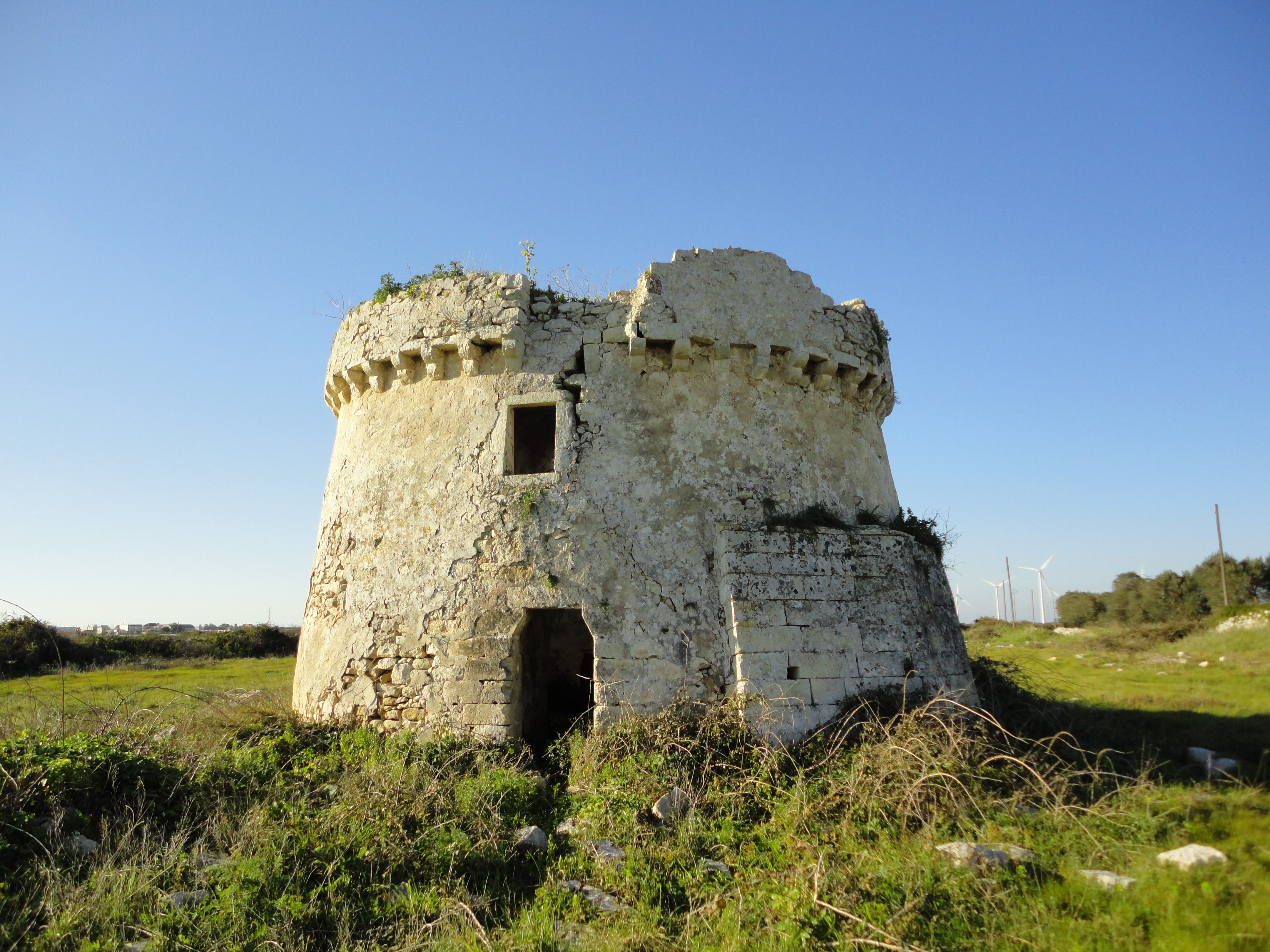
Torre dei Cavallari

#### Torre dei Cavallari
La Torre dei Cavallari è situata di fronte alla chiesa di Santa Maria d'Aurio; la strada che separa la torre dalla chiesa segna il confine tra il territorio comunale di Surbo e quello di Lecce. Fu realizzata nel XVI secolo e faceva parte del sistema difensivo che comprendeva le torri costiere e le masserie fortificate. Ha una forma cilindrica leggermente rastremata verso l'alto e termina con un ballatoio. Fu probabilmente sede di una guarnigione di guardie a cavallo (i "Cavallari") che avevano il compito di controllare il territorio dalle incursioni turche.

#### Masserie
- Masseria Melcarne. Fu edificata tra la fine del XVI e i primi decenni del XVII secolo e si compone di una torre quadrangolare dotata di caditoie, intorno alla quale sono distribuiti gli ambienti destinati agli usi agricoli. Ai lati della torre sono presenti due piccole torri colombaie a pianta quadrata. Nel XVIII secolo, perduta l'originaria funzione difensiva, la torre fu arricchita con l'aggiunta di due balconi barocchi.
- Masseria Schiavelle. XVIII - XIX secolo
- Masseria Barrera. Il complesso masserizio è il risultato di due torri affiancate risalenti rispettivamente alla seconda metà del XV secolo e alla prima metà del Settecento. Entrambe le torri sono provviste di caditoie in corrispondenza di porte e finestre.

## Società

### Evoluzione demografica
Abitanti censiti

Il comune di Surbo è interessato da alcuni decenni da un notevole incremento di popolazione proveniente prevalentemente dal comune di Lecce e causato dall'immediata vicinanza alla città.

### Etnie e minoranze straniere
Al 31 dicembre 2017 a Surbo risultano residenti 337 cittadini stranieri. Le nazionalità principali sono:

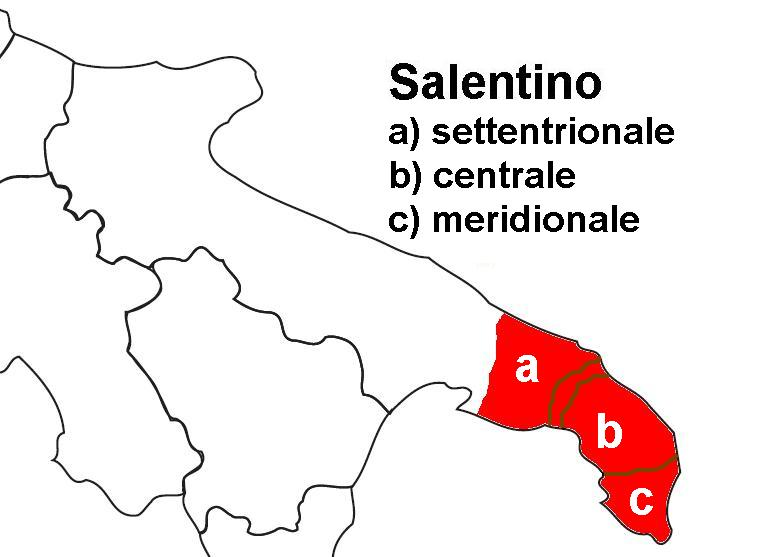
Diffusione del dialetto salentino

- Senegal - 116
- Romania - 46
- Cina - 30

### Lingue e dialetti
Il dialetto parlato a Surbo è il dialetto salentino nella sua variante centrale che corrisponde al dialetto leccese. Il dialetto salentino, appartenente alla famiglia delle lingue romanze e classificato nel gruppo meridionale estremo, si presenta carico di influenze riconducibili alle dominazioni e ai popoli stabilitisi in questi territori nei secoli: messapi, greci, romani, bizantini, longobardi, normanni, albanesi, francesi, spagnoli.

### Religione
Surbo fa parte dell'arcidiocesi di Lecce. Rientra nella vicaria e nell'unità pastorale di Squinzano. Le parrocchie presenti nel comune di Surbo sono 3: Chiesa di Santa Maria del Popolo (Surbo), Santa Lucia, Madonna della Fiducia (nel quartiere Giorgilorio).

## Cultura

### Istruzione

#### Scuole
Nel comune di Surbo hanno sede tre Scuole dell'infanzia (una nel quartiere Giorgilorio), due Scuole primarie (una in costruzione nel quartiere Giorgilorio) e una scuola secondaria di primo grado. Tali scuole statali costituiscono due Istituzioni scolastiche autonome:
- la Direzione didattica di Surbo "V. Ampolo" che comprende la scuola primaria e i due plessi di scuola dell'infanzia di Surbo (codice istituzionale LEEE081009);
- l'Istituto comprensivo "Elisa springer" che comprende la scuola secondaria di primo grado di Surbo e la primaria e l'infanzia (codice istituzionale LEIC89900C).
Sono presenti anche tre Scuole dell'infanzia private.

## Economia
L'economia di Surbo, prevalentemente agricola sino agli inizi degli anni settanta, ha trasformato radicalmente la sua fisionomia originaria. In passato era importante la produzione della calce, attività poi abbandonata. Con la nascita della zona industriale di Lecce-Surbo, si sono insediate numerose aziende. Nel 1973 ha aperto i battenti lo stabilimento Fiat-Cnh, specializzato nella produzione di macchine agricole e movimento terra.

## Infrastrutture e trasporti

### Strade
Il comune è interessato dalle seguenti direttrici stradali:
- Strada statale 613 Brindisi-Lecce
- Strada provinciale 44
- Strada provinciale 45
- Strada provinciale 92
- Strada provinciale 93
- Strada Provinciale 131
- Strada provinciale 236

## Amministrazione
Di seguito è presentata una tabella relativa alle amministrazioni che si sono succedute in questo comune.
| Periodo           | Periodo           | Primo cittadino         | Partito                              | Carica              | Note   |
| ----------------- | ----------------- | ----------------------- | ------------------------------------ | ------------------- | ------ |
| 1º luglio 1988    | 24 maggio 1990    | Pietro Mancarella       | Democrazia Cristiana                 | Sindaco             | [ 27 ] |
| 6 agosto 1990     | 17 aprile 1991    | Enrico Manno            | Democrazia Cristiana                 | Sindaco             | [ 27 ] |
| 25 maggio 1991    | 30 settembre 1991 | Enzo Caretto            | Democrazia Cristiana                 | Sindaco             | [ 27 ] |
| 30 settembre 1991 | 22 novembre 1993  | Filieri Ingusci Vocino  |                                      | Comm. straordinario | [ 27 ] |
| 6 dicembre 1993   | 17 novembre 1997  | Daniele Capone          | lista civica                         | Sindaco             | [ 27 ] |
| 17 novembre 1997  | 22 febbraio 2000  | Daniele Capone          | centro-destra                        | Sindaco             | [ 27 ] |
| 22 febbraio 2000  | 17 aprile 2000    | Romolo Gusella          |                                      | Comm. pref.         | [ 27 ] |
| 17 aprile 2000    | 5 aprile 2005     | Franco Vincenti         | centro-destra                        | Sindaco             | [ 27 ] |
| 5 aprile 2005     | 7 febbraio 2008   | Antonio Cirio           | lista civica                         | Sindaco             | [ 27 ] |
| 7 febbraio 2008   | 15 aprile 2008    | Giulia Cazzella         |                                      | Comm. straordinario | [ 27 ] |
| 15 aprile 2008    | 28 maggio 2013    | Daniele Capone          | lista civica                         | Sindaco             | [ 27 ] |
| 28 maggio 2013    | 8 maggio 2018     | Fabio Vincenti          | lista civica Surbo                   | Sindaco             | [ 27 ] |
| 11 maggio 2018    | 21 settembre 2020 | Carlo Sessa             |                                      | Comm. straordinario | [ 27 ] |
| 22 settembre 2020 | 16 novembre 2022  | Oronzo detto Ronny Trio | lista civica Surbo cambiamo stagione | Sindaco             | [ 27 ] |
| 17 novembre 2022  | 14 maggio 2023    | Dr.ssa Mauro Paola      |                                      | Comm. straordinario | [ 27 ] |
| 15 maggio 2023    | in carica         | Oronzo detto Ronny Trio | lista civica Surbo cambiamo stagione | Sindaco             | [ 27 ] |

## Sport

### Calcio
Hanno sede nel comune: la società di calcio F.C. Football Sporting Club Surbo che ha disputato campionati dilettantistici.

### Pallavolo
Ha sede nel comune la società di pallavolo Frimarc Sport Surbo che nel 2024 ha conquistato la promozione in serie D.